# Европско првенство у атлетици у дворани 1973 — бацање кугле за жене
Такмичење у бацању кугле у женској конкуренцији на 4. Европском првенству у атлетици у дворани 1973. одржано је 10. марта 1973. године у Арени Ахој у  Ротердаму, Холандија.
Титулу освојену у Греноблу 1972., није бранила је Надежда Чижова из Совјетског Савеза.

## Земље учеснице
Учествовало је 8 атлетичарки из 5 земаља.
1. Бугарска (3)
2. Пољска (1)
3. Португалија (1)
4. Совјетски Савез (2)
5. Чехословачка (1)

## Рекорди
Извор:
| Рекорди пре почетка Европског првенства у дворани 1973. | Рекорди пре почетка Европског првенства у дворани 1973. | Рекорди пре почетка Европског првенства у дворани 1973. | Рекорди пре почетка Европског првенства у дворани 1973. | Рекорди пре почетка Европског првенства у дворани 1973. | Рекорди пре почетка Европског првенства у дворани 1973. |
| ------------------------------------------------------- | ------------------------------------------------------- | ------------------------------------------------------- | ------------------------------------------------------- | ------------------------------------------------------- | ------------------------------------------------------- |
| Светски рекорд                                          | Надежда Чижова                                          | Совјетски Савез                                         | 19,70                                                   | Софија, Бугарска                                        | 13. март 1971.                                          |
| Европски рекорд                                         | Надежда Чижова                                          | Совјетски Савез                                         | 19,70                                                   | Софија, Бугарска                                        | 13. март 1971.                                          |
| Рекорди европских првенстава                            | Надежда Чижова                                          | Совјетски Савез                                         | 19,70                                                   | Софија, Бугарска                                        | 13. март 1971.                                          |
| Рекорди после завршеног Европског првенства 1973.       |                                                         |                                                         |                                                         |                                                         |                                                         |
| Нових рекорда није било.                                |                                                         |                                                         |                                                         |                                                         |                                                         |

## Освајачи медаља
|                                 |                         |                                  |
| Хелена Фибингерова Чехословачка | Лудвика Хевињска Пољска | Антонина Иванова Совјетски Савез |

## Резултати
Извор:

### Финале
| Пласман | Атлетичарка        | Земља           | бацања | бацања | бацања | бацања | бацања | бацања | Резултат | Белешка |
| Пласман | Атлетичарка        | Земља           | 1      | 2      | 3      | 4      | 5      | 6      | Резултат | Белешка |
| ------- | ------------------ | --------------- | ------ | ------ | ------ | ------ | ------ | ------ | -------- | ------- |
|         | Хелена Фибингерова | Чехословачка    | 18,33  | x      | 18,18  | x      | x      | 19,08  | 19,08    |         |
|         | Лудвика Хевињска   | Пољска          | 16,46  | 17,62  | 18,01  | 17,71  | 17,93  | 18,29  | 18,29    | ЛРд     |
|         | Антонина Иванова   | Совјетски Савез | 17,55  | 18,25  | x      | 17,39  | x      | 18,16  | 18,25    |         |
| 4.      | Иванка Христова    | Бугарска        | 17,92  | 17,67  | x      | x      | 17,75  | 17,41  | 17,92    |         |
| 5.      | Елена Стојанова    | Бугарска        | 16,60  | x      | x      | 17,51  | 17,35  | 17,77  | 17,77    |         |
| 6.      | Радостина Васекова | Бугарска        | 16,87  | x      | 17,28  | 17,15  | 18,49  | 16,91  | 17,28    |         |
| 7.      | Раиса Таранда      | Совјетски Савез |        |        |        |        |        |        | 16,75    |         |
| 8.      | Adilia Borges      | Португалија     |        |        |        |        |        |        | 14,74    | ЛРд     |

## Укупни биланс медаља у бацању кугле за жене после 4. Европског првенства у дворани 1970—1973.
|    | Земља           |   |   |   |    |
| -- | --------------- | - | - | - | -- |
| 1. | Совјетски Савез | 3 | 1 | 2 | '6 |
| 2. | Чехословачка    | 1 | 0 | 0 | 1  |
| 3. | Источна Немачка | 0 | 2 | 2 | 4  |
| 3. | Пољска          | 0 | 1 | 0 | 1  |
|    | Укупно {4}      | 4 | 4 | 4 | 12 |

|    | Атлетичарка      | Земља           |   |   |   |   |
| -- | ---------------- | --------------- | - | - | - | - |
| 1. | Надежда Чижова   | Совјетски Савез | 3 | 0 | 0 | 3 |
| 2. | Антонина Иванова | Совјетски Савез | 0 | 1 | 2 | 3 |